# 林肯鎮區 (密蘇里州達拉斯縣)
林肯鎮區（英語：Lincoln Township）是位於美國密蘇里州達拉斯縣的一個行政鎮區。

## 地方資料
林肯鎮區的面積為93.98平方千米，當中陸地面積為93.94平方千米，而水域面積為0.04平方千米。根據2020年美國人口普查的數據，當地共有人口996人，而人口密度為每平方千米10.6人。